# نظام آموزش بین‌المللی آی بی
آی‌بی (مخفف International Baccalaureat) یک سازمان آموزشی بین‌المللی است که در شهر ژنو کشور سوییس پایه ریزی و در سال ۱۹۶۸ تأسیس شد. آی‌بی در گذشته به نام سازمان اعطای دیپلم بین‌المللی (آی‌بی‌او) شناخته می‌شد.

## نماد IB
- نام و لوگوی سازمان در سال ۲۰۰۷ به نشانهٔ بازسازی سیستم تغییر داده شد. در نتیجه، کلمهٔ «IB» به خود سازمان، هر کدام از چهار برنامه آموزشی آن، یا دیپلم و مدارکی که در پایان برنامه داده می‌شود گفته می‌شود.

## فعالیت و اهداف
- IB چهار برنامهٔ آموزشی برای دانش آموزان در سنین ۱۹–۳ سال ارائه می‌کند.
- Marie-Thérèse Maurette که یک آموزگار فرانسوی بود در سال ۱۹۴۸ میلادی، با نوشتن کتاب «تکنیک‌های آموزشی برای صلح. آیا این تکنیک‌ها وجود دارند؟» چارچوبی برای آنچه که بعدها برنامهٔ دیپلم بین‌المللی IB یا IBDP شد، خلق کرد.
- اواسط دهه ۶۰ گروهی از معلم‌های مدرسه بین‌المللی ژنو (en:Ecolint) سندیکای آزمون‌های مدارس بین‌الملل(en:ISES)، که بعدها تبدیل به سیستم IB شد را تأسیس کردند.
- IBAEM یا دیپلم بین‌المللی آفریقا، اروپا و خاورمیانه در سال ۱۹۸۶ توسط «Peter Nehr» پایه‌گذاری شد و IBAP یا دیپلم بین‌المللی آسیا و اقیانوسیه در همان سال شروع به فعالیت کرد.
- برنامهٔ سال‌های متوسطه IB(MYP) به هشت حوزه درسی اختصاص دارد که در اواسط دهه ۹۰ توسعه یافت و به صورت آزمایشی اجرا شد. در طول پنج سال ۵۱ کشور مدارس MYP داشتند.
- برنامهٔ سال‌های ابتدایی IB(PYP) در سال ۱۹۹۶ در ۳۰ مدرسه ابتدایی در کشورهای مختلف به صورت آزمایشی ارائه گردید و اولین مدرسه PYP در سال ۱۹۹۷ مجوز فعالیت رسمی دریافت کرد. در طول پنج سال ۸۷ مدرسه در ۴۳ کشور مجوز فعالیت رسمی دریافت نمودند.
- جدیدترین برنامه پیشنهادی از طرف IB برنامهٔ آموزشی حرفه محور می‌باشد که قبلاً با عنوان مدرک حرفه‌ای IB شناخته می‌شد. این برنامه مختص دانش آموزان سنین ۱۹–۱۶ سال می‌باشد که علاقه‌مند به یادگیری حرفه‌های خاص هستند.
- امروزه ۳۷۸۵ مدرسه در ۱۴۶ کشور جهان به این برنامه جامع پیوسته‌اند. این آمار خود حکایت از کیفیت برنامه‌ریزی و مدیریت آموزشی این مؤسسه دارد.
- «نظام آی‌بی» تصریح دارد، هدفش تربیت دانش آموزانی است که صفات معینی را داشته باشند.

## مدارس ایرانی که به نظام آموزش بین‌المللی IB پیوسته‌اند
با گسترش و تبادل اطلاعات آموزش بین‌المللی، بسیاری از کشورها در حال پیوستن به سیستم‌های استاندارد بین‌المللی می‌باشند. بر اساس اطلاعات سایت رسمی آی بی، تاکنون در ایران سه مرکز آموزشی رسماً به نظام آموزش بین‌المللی آی بی پیوسته‌اند. این مراکز عبارتند از:
- مجتمع آموزشی بین‌الملل مهرتابان از مدارس شیراز، در سه مقطع ابتدایی، متوسطه و دیپلم.[۲]
- مجتمع آموزشی شهید مهدوی تهران در دو مقطع ابتدایی و متوسطه.[۳]
- مجتمع تطبیقی و بین‌الملل تهران در مقطع دیپلم.[۴]